# ایوند بالا
ایوند بالا، روستایی از توابع بخش خنداب شهرستان اراک در استان مرکزی ایران است.

## جمعیت
این روستا در دهستان جاورسیان قرار دارد و براساس سرشماری مرکز آمار ایران در سال ۱۳۸۵، جمعیت آن زیر سه خانوار بوده‌است. با وجود جمعیت کم این روستا یکی از بکرترین مکان‌های استان مرکزی برای تفریح است. چشمه‌های متعدد و کوه‌های سرسبز آن زیبایی این روستا را دو چندان کرده‌است.